# Florence Muleka Bajikila
Florence Muleka Bajikila, née le 6 août 1960 à Mbujimayi en République démocratique du Congo, est une femme politique congolaise. Elle est actuellement sénatrice issue de la circonscription de la province de Lomami,.

## Biographie

### Carrière en politique
Le 8 août 2024, le Sénat annonce la liste définitive des candidats retenus aux différents postes de son bureau. Sur les 20 candidatures reçues, une seule est rejetée au poste de questeur : celle de Florence Muleka Bajikila du regroupement politique Alliance des Tshisekedistes Unifiés et Alliés (ATU-A). Celle de Pascal Omana au poste de questeur adjoint initialement "sous réserve", est définitivement confirmée,,,.

### Vie privée
Florence Muleka Bajikila est l'épouse de l'homme d'affaires congolais Albert Yuma.